# Salcburský zemský sněm
Salcburský zemský sněm (německy Salzburger Landtag) je volený zákonodárný sbor v spolkové zemi Salcbursko v Rakousku. Vznikl z historického stavovského shromáždění. Za Rakouska-Uherska byl jedním ze zemských sněmů Předlitavska. A zachován zůstal i po zániku monarchie v meziválečné i poválečné republice.
Má 36 poslanců. Je volen na funkční období pěti let (aktuální složení určily zemské volby v Salcbursku v roce 2009). Sněm má zákonodárnou pravomoc na zemské úrovni, dále volí a kontroluje zemskou vládu v čele se zemským hejtmanem a schvaluje zemský rozpočet.